# Schizotrema depressum
Schizotrema depressum är en kräftdjursart som beskrevs av William Thomas Calman 1911. Schizotrema depressum ingår i släktet Schizotrema och familjen Nannastacidae. Inga underarter finns listade i Catalogue of Life.